# Erasmus (program)
Erasmus je program Europske unije uspostavljen 1987. s ciljem poticanja cjeloživotnoga učenja te razmjene studenata i nastavnika unutar država Europske unije i drugih država uključenih u ovaj program.
To je plod inicijative Odbora građana Europe koje je osnovalo Europsko vijeće u lipnju 1984. Ovaj Odbor podnio je niz prijedloga, uključujući prijedloge o obrazovanju, koje je odobrilo Europsko vijeće. Uspostavljen je prijedlog međusveučilišnog programa prema kojemu bi velik broj studenata iz Unije mogao učiti strani jezik u drugoj zemlji tijekom svog redovnog razdoblja studiranja. Ovaj projekt kasnije je razvila i upravljala Europska komisija za visoko obrazovanje u Europskoj uniji. Naziv je nadahnut humanistom Erazmom Roterdarskim koji je također posjetio nekoliko sveučilišta u svoje vrijeme. 
Cilj Erasmusa je promicanje razmjene studenata (za studij ili stažiranje) te nastavnika i nastavnoga osoblja. Uz sve zemlje Europske unije u projekt su uključene i: Sjeverna Makedonija, Srbija, Norveška, Island, Lihtenštajn i Turska. Švicarska službeno ne sudjeluje, ali je moguće sudjelovati u razmjeni putem slične potpore (koju je švicarska vlada također nazvala Erasmus stipendijom).
Cilj programa ostvaruje se kroz tri ključne aktivnosti:
- 1. obrazovna mobilnost pojedinaca
- 2. suradnja među organizacijama i institucijama
- 3. potpora razvoju i suradnji